# Polavtomatska puška
Polavtomatske puške (tudi samopolnilne puške; kratica PAP) so puške, ki jih je treba repetirati samo takrat, ko vložimo nov nabojnik, zato da premaknemo prvi naboj v cev.

## Delovanje
Polavtomatske puške uporabljajo del energije smodniških plinov za ponovno napenjanje udarnega mehanizma/igle in vstavitev novega naboja iz okvirja v cev. Razlika med avtomatskimi in polavtomatskimi puškami je v tem, da pri pritisku na sprožilec pri polavtomatski puški iz cevi izstrelimo samo po en naboj, pri avtomatski pa lahko s pritiskom na sprožilec izstrelimo poljubno število nabojev.

## Vrste polavtomatskih pušk
- seznam polavtomatskih pušk novega veka